# Berbenno di Valtellina
Berbenno di Valtellina (Berbènn in dialetto valtellinese, AFI: [berˈbɛn]) è un comune italiano di 4 062 abitanti della provincia di Sondrio in Lombardia.

## Geografia fisica

### Territorio

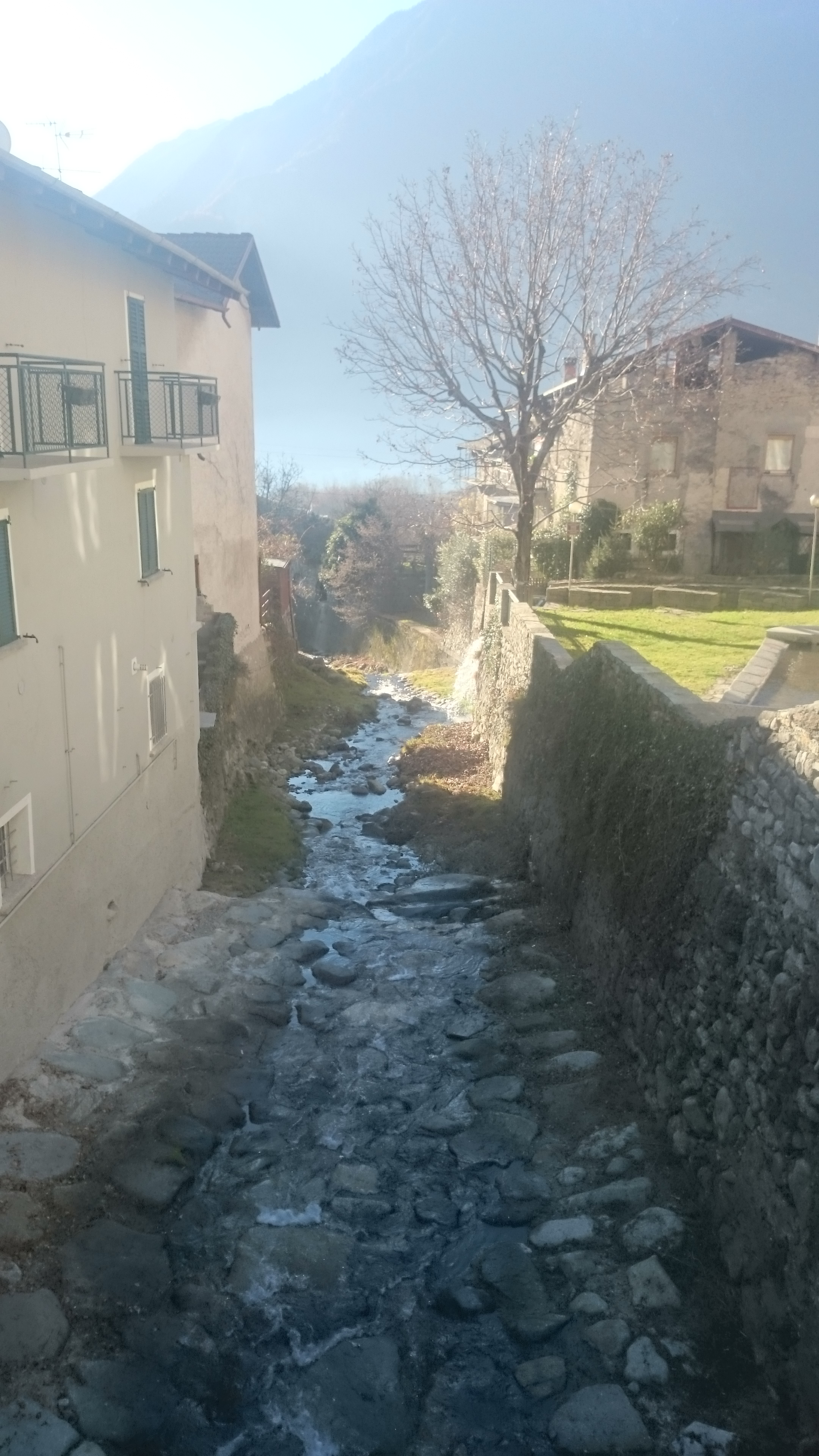
Torrente Finale

Il comune di Berbenno di Valtellina è bagnato dal fiume Adda, dal Torrente Finale e dal Torrente Maroggia. A causa della vicinanza con questi corsi d'acqua è stato gravemente colpito nell'estate del 1987 e il 13 e 14 luglio del 2008 da forti alluvioni che hanno causato molti danni.
L'area è intensamente coltivata a vite su terrazzamenti molti ripidi con pendenza variabile tra il 20% e il 60% in cui si produce il vino Maroggia. La coltivazione, limitata a 25 ha di superficie, avviene ancora per lo più manualmente. La zona di produzione, entrata a far parte nel 1968 del disciplinare del vino Valtellina D.O.C., è delimitata ad ovest dal torrente Maroggia, a nord dalle frazioni di Maroggia e di Monastero, ad est dalla valle Serada e a sud dalla strada provinciale Valeriana in frazione Pedemonte.

## Storia
L'abitato di Berbenno di Valtellina, che domina la valle dell'Adda dal versante montano retico, da non confondere con quello di Berbenno in Valle Imagna sul versante bergamasco delle Orobie, ha origini molto antiche come dimostra il nome stesso che deriva probabilmente dalle radici celtiche pläne, "piana", e bär, "orso", ossia "piana degli orsi".
Altri ne sostengono una origine romana come sembrerebbe provare il ritrovamento di monete risalenti al tempo dell'impero romano.
Alle soglie del primo millennio l'area della valle circostritta dal torrente Davaglione (Montagna in Valtellina) a est e dal torrente Masino (Ardenno) a ovest era suddivisa nelle tre pievi di Sondrio, Berbenno e Ardenno. La pieve di Berbenno fino al secolo XV gestiva un territorio più vasto di quello dell'attuale omonimo comune comprendendo anche quelli che oggi sono i comuni di Colorina e Fusine. I primi capitani della pieve di Berbenno furono i signori di Vizzola, di origine longobarda, emanazione del potere del vescovo di Como.
A testimonianza di questo periodo rimane tuttora l'antica chiesa plebana di S. Pietro e Paolo, anche nota con il nome di S. Pietro in via, ora sita nella frazione di S. Pietro, che sorge su resti di precedenti manufatti religiosi e presenta traccia, unica in Valtellina, di un'antica iscrizione paleocristiana . La collocazione del luogo di culto non è casuale, dal momento che venne costruita in corrispondenza dell’antichissimo ponte in legno che consentiva di passare da un lato all'altro del fiume Adda.

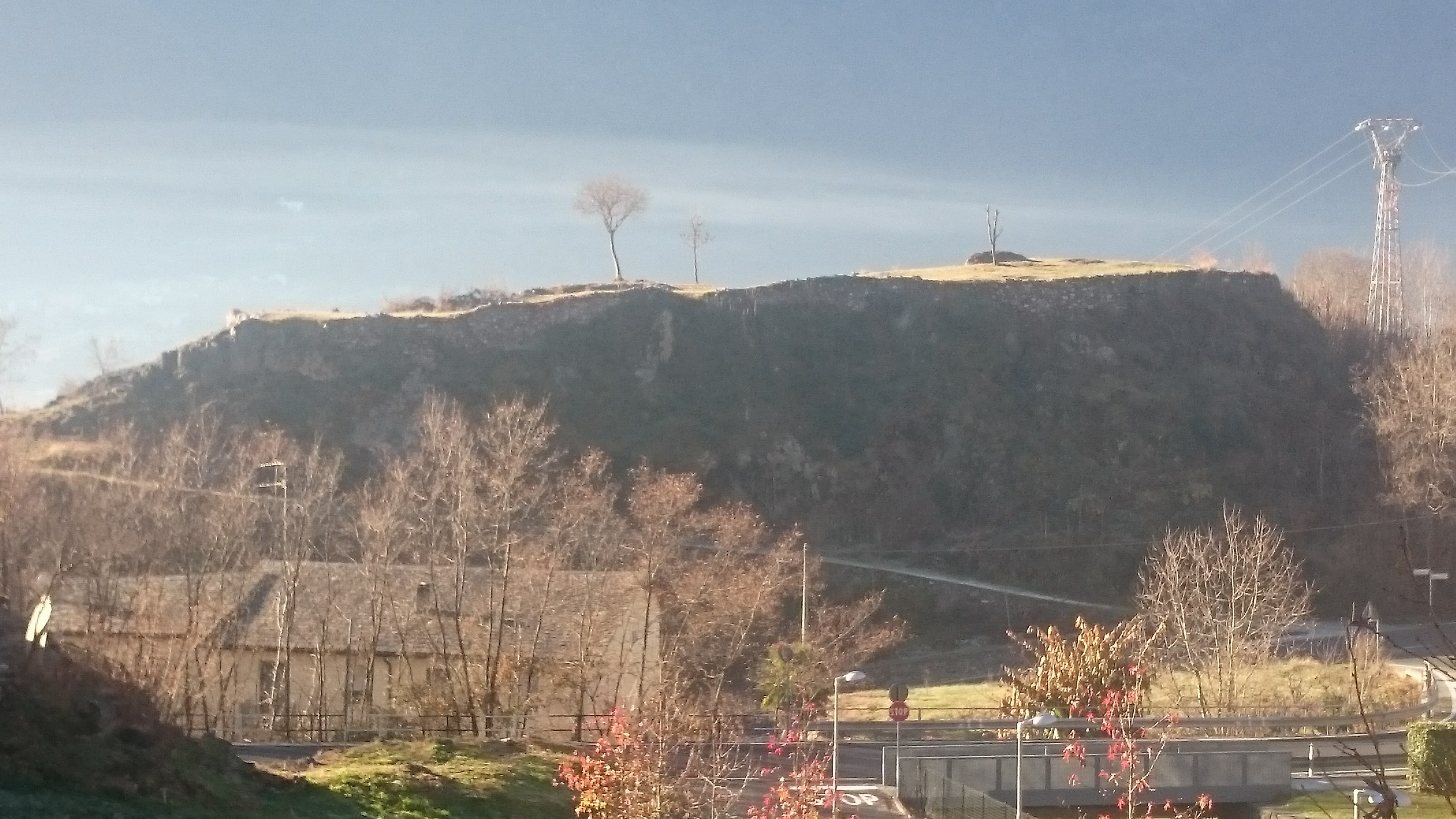
Roccascissa, Berbenno di Valtellina

In quegli anni corti e pievi stimolarono la costruzione di castelli e altre fortificazioni che diventarono parte integrante del paesaggio medievale. A Berbenno di Valtellina sono presenti i resti di un castello, quello di Roccascissa, primo nucleo del sistema difensivo, e, in mezzo all'abitato, una torre, dei Capitanei di Sondrio, che probabilmente andò a completare le difese in epoca quattrocentesca.
Nel corso del 1400 l'abitato di Maroggia, parte del territorio di Berbenno, venne più volte visitato da Benigno De’ Medici, poi divenuto Santo, che in seguito lo scelse come sua residenza fino alla morte nel 1472. La figura del Santo è oggetto di grande devozione popolare e il 12 febbraio sopravvive una grande sagra detta di San Bello. Il soprannome di Bello venne dato al santo per il bell'aspetto, come per la sua integrità ebbe il nome di Benigno..
Come molti altri centri della Valtellina, fino al Sacro Macello del 1620 Berbenno fu sede di una comunità evangelica. Il culto si teneva nella chiesa di Sant'Abbondio a Polaggia. Si conosce il nome soltanto di cinque dei suoi parroci riformati, l'ultimo dei quali fu Giorgio Jenatsch, divenuto poi famoso come combattente contro gli Spagnoli prima e contro i Francesi poi, nel quadro della Guerra dei Trent'Anni.
Presso il castello di Roccascissa sorgeva fin da epoca romanica una chiesa intitolata a S. Maria, il nucleo originario della chiesa di Santa Maria Assunta, che venne ricostruita dopo le devastazioni subite in seguito alla ribellione del 1620 (Guerra dei Trent'Anni). Solo nel 1766, però, le furono conferiti i diritti di pieve fino ad allora appartenuti a S. Pietro. Nell'atrio dell'attuale canonica della chiesa di Santa Maria Assunta, lungo le pareti, sono ancora visibili i blasoni delle famiglie nobili, dalle quali, a partire dal 1452, per molti secoli provennero coloro che poi diventarono arcipreti di Berbenno.

### Simboli
La colomba è simbolo della patrona locale, Santa Maria Assunta. Vi è inoltre raffigurata la chiesa locale e una rappresentazione del territorio montuoso circostante.

## Società

### Evoluzione demografica
Abitanti censiti

## Geografia antropica

### Frazioni
- Polaggia è la frazione del comune con più abitanti, circa 1500. Ha un'estensione pari a circa 1,5 km e 700ab/km². È divisa in due parti, Polaggia Vecchia e Polaggia Bassa. La parte vecchia è composta per lo più da case di pietra e strette vie interne, che gli conferiscono un aspetto da borgo antico.[21]
- San Pietro, con circa 900 abitanti (densità di circa 800 ab/km²), situata sulla riva nord del fiume Adda. Nella frazione si trova un'antica Pieve[15] e la stazione ferroviaria a servizio anche dei comuni di Fusine, Colorina, Cedrasco e Caiolo. San Pietro è la frazione del comune situata a minore altitudine (200 m s.l.m.)
- Regoledo ha circa 150 abitanti, la maggior parte sopra i 60 anni.
- Foppa ha circa 200 abitanti, una chiesa e delle fontane antiche.
- Pedemonte ha circa 620 abitanti e si trova a sud ovest da Berbenno.
- Monastero ha circa 300 abitanti. È la più difficile da raggiungere, essendo situata molto in alto sulla montagna, a circa 650 m s.l.m. Il nome deriva dal grande monastero costruito nel 1600, tuttora adibito ad uso privato.[22]
- Maroggia ha circa 40 abitanti. È situata sulle rive dell'omonimo torrente che bagna anche Pedemonte ed è una zona rinomata per la produzione di vino rosso "Maroggia".[23]

## Amministrazione
| Periodo        | Periodo        | Primo cittadino        | Partito      | Carica  | Note   |
| -------------- | -------------- | ---------------------- | ------------ | ------- | ------ |
| 9 maggio 1995  | 18 giugno 1999 | Diego Menghi           | Lista civica | Sindaco | [ 24 ] |
| 19 giugno 1999 | 25 giugno 2004 | Zino Battaglia         |              | Sindaco | [ 24 ] |
| 26 giugno 2004 | 6 giugno 2009  | Zino Battaglia         | Lista civica | Sindaco | [ 24 ] |
| 7 giugno 2009  | 25 maggio 2014 | Pier Luigi Bongiolatti | Lista civica | Sindaco | [ 24 ] |
| 25 maggio 2014 | 26 maggio 2019 | Valerio Fumasoni       | Lista civica | Sindaco | [ 25 ] |
| 26 maggio 2019 | 9 giugno 2024  | Valerio Fumasoni       | Lista civica | Sindaco | [ 26 ] |
| 9 giugno 2024  | in carica      | Valerio Fumasoni       | Lista civica | Sindaco | [ 24 ] |